# 영국 아카데미 외국어 영화상
영국 아카데미 외국어 영화상(BAFTA Award for Best Film Not in the English Language)은 영국 영화 텔레비전 예술 아카데미가 그해 비영어 영화에서 가장 뛰어난 작품에 주는 상이다.

## 외국어 영화상 수상작 목록

### 1980년대
| 영화                               | 감독                | 제작                                        | 국가                   |
| ---------------------------------- | ------------------- | ------------------------------------------- | ---------------------- |
| 1982 (36회)                        |                     |                                             |                        |
| 《그리스도는 에볼리에서 멈추었다》 | 프란체스코 로시     | 니콜라 카라로 프란코 크리스탈디             | 이탈리아 프랑스        |
| 《특전 유보트》                    | 볼프강 페테르젠     | 귄터 로르바흐                               | 서독                   |
| 《디바》                           | 장자크 베넥스       | 이렌 실베르만 세르주 실베르만               | 프랑스                 |
| 《피츠카랄도》                     | 베르너 헤어초크     | 베르너 헤어초크 빌리 제글러 럭키 슈티페티치 | 페루 서독              |
| 1983 (37회)                        |                     |                                             |                        |
| 《당통》                           | 안제이 바이다       | 마르가레트 메네고즈 바르바라 페츠실레시츠카 | 프랑스 폴란드 서독     |
| 《신나는 일요일》                  | 프랑수아 트뤼포     | 아르망 바르보 프랑수아 트뤼포               | 프랑스                 |
| 《화니와 알렉산더》                | 잉마르 베리만       | 예른 돈네르                                 | 스웨덴 프랑스 서독     |
| 《라 트라비아타》                  | 프랑코 체피렐리     | 타라크 벤 아마르                            | 이탈리아               |
| 1984 (38회)                        |                     |                                             |                        |
| 《카르멘》                         | 카를로스 사우라     | 에밀리아노 피에드라                         | 스페인                 |
| 《마틴 기어의 귀향》               | 다니엘 비뉴         |                                             | 프랑스                 |
| 《스완의 사랑》                    | 폴커 슐뢴도르프     | 마르가레트 메네고즈                         | 프랑스 서독            |
| 《시골의 어느 하루》               | 베르트랑 타베르니에 | 알랭 사르드                                 | 프랑스                 |
| 1985 (39회)                        |                     |                                             |                        |
| 《레들 대령》                      | 서보 이슈트반       | 마르크스 요세프                             | 헝가리 오스트리아 서독 |
| 《카르멘》                         | 프란체스코 로시     | 파트리스 르두                               | 이탈리아               |
| 《딤 섬》                          | 웨인 왕             | 톰 스턴버그                                 | 미국                   |
| 《서브웨이》                       | 뤼크 베송           | 프랑수아 루지에리                           | 프랑스                 |
| 1986 (40회)                        |                     |                                             |                        |
| 《란》                             | 구로사와 아키라     | 세르주 실베르만                             | 일본 프랑스            |
| 《베티블루 37.2》                  | 장자크 베넥스       | 장자크 베넥스                               | 프랑스                 |
| 《진저와 프레드》                  | 페데리코 펠리니     | 알베르토 그리말디                           | 이탈리아 프랑스 서독   |
| 《오델로》                         | 프랑코 체피렐리     | 메나헴 골란                                 | 이탈리아 네덜란드      |
| 1987 (41회)                        |                     |                                             |                        |
| 《희생》                           | 안드레이 타르콥스키 | 안나레나 비봄                               | 스웨덴 영국 프랑스     |
| 《마농의 샘》                      | 클로드 베리         | Pierre Grunstein 알랭 푸아레                | 프랑스 스위스 이탈리아 |
| 《마농의 샘 2》                    | 클로드 베리         | Pierre Grunstein 알랭 푸아레                | 프랑스 스위스 이탈리아 |
| 《개 같은 내 인생》                | 라세 할스트룀       | 발데마르 베리엔달                           | 스웨덴                 |
| 1988 (42회)                        |                     |                                             |                        |
| 《바베트의 만찬》                  | 가브리엘 악셀       | 위스트 베체르                               | 덴마크                 |
| 《굿바이 칠드런》                  | 루이 말             | 루이 말                                     | 프랑스 서독            |
| 《검은 눈동자》                    | 니키타 미할코프     | 카를로 쿠키                                 | 이탈리아               |
| 《베를린 천사의 시》               | 빔 벤더스           | 아나톨 도망                                 | 서독 프랑스            |
| 1989 (43회)                        |                     |                                             |                        |
| 《라이프 앤 낫씽 벗》              | 베르트랑 타베르니에 | 르네 클라이트만                             | 프랑스                 |
| 《정복자 펠레》                    | 빌레 아우구스트     | 페르 홀스트                                 | 덴마크 스웨덴          |
| 《살람 봄베이》                    | 미라 네어           | 가브리엘 아우에르 미라 네어                 | 인도                   |
| 《신경쇠약 직전의 여자》           | 페드로 알모도바르   | 페드로 알모도바르                           | 스페인                 |

### 1990년대
| 영화                        | 감독                      | 제작                                                  | 국가                                 |
| --------------------------- | ------------------------- | ----------------------------------------------------- | ------------------------------------ |
| 1990 (44회)                 |                           |                                                       |                                      |
| 《시네마 천국》             | 주세페 토르나토레         | 프란코 크리스탈디                                     | 이탈리아                             |
| 《몬트리올 예수》           | 드니 아르캉               | 로제 프라피에 피에르 장드롱                           | 캐나다 프랑스                        |
| 《밀루의 어떤 5월》         | 루이 말                   |                                                       | 프랑스 이탈리아                      |
| 《로말드와 줄리엣》         | 콜린 세로                 | 장루이 필 필리프 카르카손                             | 프랑스                               |
| 1991 (45회)                 |                           |                                                       |                                      |
| 《더 걸》                   | 미하엘 페어회벤           | 미하엘 젠프틀레벤                                     | 서독                                 |
| 《시라노》                  | 장폴 라프노               | 르네 클라이트만 미셸 세두                             | 프랑스                               |
| 《사랑한다면 이들처럼》     | 파트리스 르콩트           | 티에리 드 가네                                        | 프랑스                               |
| 《토토의 천국》             | 자코 반도르말             | 피에르 드루오 다니 게스                               | 벨기에 프랑스 독일                   |
| 1992 (46회)                 |                           |                                                       |                                      |
| 《홍등》                    | 장이머우                  | 주푸성                                                | 중국 홍콩 타이완                     |
| 《퐁네프의 연인들》         | 레오스 카락스             | 크리스티앙 페크네르                                   | 프랑스                               |
| 《델리카트슨 사람들》       | 장피에르 죄네 마르크 카로 | 클로디 오사르                                         | 프랑스                               |
| 《유로파 유로파》           | 아그니에슈카 홀란트       | 아르투어 브라우너 마르가레트 메네고즈                 | 독일 프랑스 폴란드                   |
| 1993 (47회)                 |                           |                                                       |                                      |
| 《패왕별희》                | 천카이거                  | 쉬펑                                                  | 중국 홍콩                            |
| 《금지된 사랑》             | 클로드 소테               | 장루이 리비 필리프 카르카손                           | 프랑스                               |
| 《달콤 쌉사름한 초콜릿》    | 알폰소 아라우             | 알폰소 아라우                                         | 멕시코                               |
| 《인도차이나》              | 레지 와르니에             | 에리크 외망                                           | 프랑스                               |
| 1994 (48회)                 |                           |                                                       |                                      |
| 《인생》                    | 장이머우                  | 주푸성                                                | 중국 홍콩                            |
| 《세 가지 색: 레드》        | 크시슈토프 키에실로프스키 | 마랭 카르미츠                                         | 프랑스 폴란드 스위스                 |
| 《음식남녀》                | 리안                      | 쉬리궁                                                | 타이완 미국                          |
| 1995 (49회)                 |                           |                                                       |                                      |
| 《일 포스티노》             | 마이클 래드퍼드           | 마리오 체키 고리 비토리오 체키 고리 가에타노 다니엘레 | 이탈리아                             |
| 《레 미제라블》             | 클로드 를루슈             | 클로드 를루슈                                         | 프랑스                               |
| 《여왕 마고》               | 파트리스 셰로             | Pierre Grunstein                                      | 프랑스 이탈리아 독일                 |
| 《위선의 태양》             | 니키타 미할코프           | 미셸 세두                                             | 러시아 프랑스                        |
| 1996 (50회)                 |                           |                                                       |                                      |
| 《리디큘》                  | 파트리스 르콩트           | 프레데리크 브리용 필리프 카르카손 질 르그랑           | 프랑스                               |
| 《안토니아스 라인》         | 마를레인 호리스           | 한스 더베이르스                                       | 네덜란드                             |
| 《콜리야》                  | 얀 스베라크               | 에릭 에이브러햄                                       | 체코                                 |
| 《넬리 앤 아르노》          | 클로드 소테               | 알랭 사르드                                           | 프랑스                               |
| 1997 (51회)                 |                           |                                                       |                                      |
| 《라빠르망》                | 질 미무니                 | 조르주 베네운                                         | 프랑스                               |
| 《루시 오브락》             | 클로드 베리               | Pierre Grunstein                                      | 프랑스                               |
| 《나의 장미빛 인생》        | 알랭 베를리네             | 캐럴 스코타                                           | 프랑스 벨기에 영국                   |
| 《탱고 레슨》               | 샐리 포터                 | 크리스토퍼 셰퍼드 오스카 크레이머                     | 아르헨티나 영국 프랑스 독일 네덜란드 |
| 1998 (52회)                 |                           |                                                       |                                      |
| 《중앙역》                  | 바우테르 살리스           | 아서 콘 마르틴 드 클레르몽토네르                      | 브라질 프랑스                        |
| 《인생은 아름다워》         | 로베르토 베니니           | 엘다 페리 잔루이지 브라스키                           | 이탈리아                             |
| 《Le Bossu》                | 필리프 드 브로카          | 파트리크 고도                                         | 프랑스 이탈리아 독일                 |
| 《라이브 플래쉬》           | 페드로 알모도바르         | 아구스틴 알모도바르                                   | 스페인 프랑스                        |
| 1999 (53회)                 |                           |                                                       |                                      |
| 《내 어머니의 모든 것》     | 페드로 알모도바르         | 아구스틴 알모도바르                                   | 스페인 프랑스                        |
| 《부에나 비스타 소셜 클럽》 | 빔 벤더스                 | 로자 보슈 울리히 펠즈베르크 디파크 나바르             | 독일 쿠바                            |
| 《셀레브레이션》            | 토마스 빈터베르           | 비르기테 할 모르텐 카우프만                           | 덴마크 스웨덴                        |
| 《롤라 런》                 | 톰 티크베어               | 슈테판 아른트                                         | 독일                                 |

### 2000년대
| 영화                           | 감독                            | 제작                                                                 | 국가                                              |
| ------------------------------ | ------------------------------- | -------------------------------------------------------------------- | ------------------------------------------------- |
| 2000 (54회)                    |                                 |                                                                      |                                                   |
| 《와호장룡》                   | 리안                            | 쉬리궁 빌 콩 리안                                                    | 타이완 홍콩 중국                                  |
| 《걸 온 더 브릿지》            | 파트리스 르콩트                 | 크리스티앙 페크네르                                                  | 프랑스                                            |
| 《당신의 영원한 친구 해리》    | 도미니크 몰                     | 미셸 생장                                                            | 프랑스                                            |
| 《화양연화》                   | 왕가위                          | 왕가위                                                               | 홍콩                                              |
| 《말레나》                     | 주세페 토르나토레               | 하비 와인스틴 카를로 베르나스코니                                    | 이탈리아                                          |
| 2001 (55회)                    |                                 |                                                                      |                                                   |
| 《아모레스 페로스》            | 알레한드로 곤살레스 이냐리투    | 알레한드로 곤살레스 이냐리투                                         | 멕시코                                            |
| 《아멜리에》                   | 장피에르 죄네                   | 클로디 오사르                                                        | 프랑스 독일                                       |
| 《태양의 저편》                | 바우테르 살리스                 | 아서 콘                                                              | 브라질 프랑스 스위스                              |
| 《몬순 웨딩》                  | 미라 네어                       | 캐럴라인 배런                                                        | 인도 프랑스 독일 이탈리아 미국                    |
| 《피아니스트 》                | 미하엘 하네케                   | 파이트 하우두슈카                                                    | 프랑스 오스트리아 독일                            |
| 2002 (56회)                    |                                 |                                                                      |                                                   |
| 《그녀에게》                   | 페드로 알모도바르               | 아구스틴 알모도바르                                                  | 스페인                                            |
| 《시티 오브 갓》               | 페르난두 메이렐리스 카티아 륀트 | 안드레아 바라타 히베이루 마우리시우 안드라지 하무스                  | 브라질                                            |
| 《데브다스》                   | 산제이 릴라 반살리              | 바라트 샤                                                            | 인도                                              |
| 《무사》                       | 아시프 카파디아                 | 베르트랑 페브르                                                      | 영국 프랑스 독일 인도                             |
| 《이투마마》                   | 알폰소 쿠아론                   | 호르헤 베르가라                                                      | 멕시코                                            |
| 2003 (57회)                    |                                 |                                                                      |                                                   |
| 《인 디스 월드》               | 마이클 윈터보텀                 | 앤드루 이턴 어티나 오벌랜드                                          | 영국                                              |
| 《야만적 침략》                | 드니 아르캉                     | 드니즈 로베르 다니엘 루이                                            | 캐나다                                            |
| 《굿바이 레닌》                | 볼프강 베커                     | 슈테판 아른트                                                        | 독일                                              |
| 《센과 치히로의 행방불명》     | 미야자키 하야오                 | 스즈키 도시오                                                        | 일본                                              |
| 《마지막 수업》                | 니콜라 필리베르                 | 질 상도즈                                                            | 프랑스                                            |
| 《벨빌의 세상둥이》            | 실뱅 쇼메                       | 디디에 브뤼네르                                                      | 프랑스 벨기에 캐나다                              |
| 2004 (58회)                    |                                 |                                                                      |                                                   |
| 《모터싸이클 다이어리》        | 바우테르 살리스                 | 마이클 노직 에드가르 테넨바움 카렌 텡크호프                          | 브라질 아르헨티나 페루 칠레 영국 미국 프랑스 독일 |
| 《나쁜 교육 》                 | 페드로 알모도바르               | 아구스틴 알모도바르                                                  | 스페인                                            |
| 《코러스》                     | 크리스토프 바라티에             | 아서 콘 니콜라 모베르나브 자크 페랭                                  | 프랑스 스위스 독일                                |
| 《연인》                       | 장이머우                        | 윌리엄 콩                                                            | 중국 홍콩                                         |
| 《인게이지먼트》               | 장피에르 죄네                   | 프랑시스 보스플뤼그                                                  | 프랑스                                            |
| 2005 (59회)                    |                                 |                                                                      |                                                   |
| 《내 심장이 건너뛴 박동》      | 자크 오디아르                   | 파스칼 코셰퇴                                                        | 프랑스                                            |
| 《메리 크리스마스》            | 크리스티앙 카리옹               | 크리스토프 로시뇽                                                    | 프랑스 독일 벨기에 영국 루마니아                  |
| 《쿵푸 허슬》                  | 주성치                          | 최보주, 제프리 라우                                                  | 중국 홍콩                                         |
| 《위대한 여행》                | 이스마엘 페루키                 | 욍베르 발상                                                          | 프랑스 모로코                                     |
| 《갱스터 조지》                | 개빈 후드                       | 피터 퓨더카우스키                                                    | 남아공 영국                                       |
| 2006 (60회)                    |                                 |                                                                      |                                                   |
| 《판의 미로》                  | 기예르모 델토로                 | 알폰소 쿠아론 베르타 나바로 프리다 토레스블랑코                      | 멕시코 스페인                                     |
| 《아포칼립토》                 | 멜 깁슨                         | 브루스 데이비                                                        | 미국                                              |
| 《블랙북》                     | 폴 버호벤                       | 퇸 힐터, 산 퓌 말트하 옌스 뫼러르                                    | 네덜란드 벨기에 영국 독일                         |
| 《랑 데 바산티》               | 라케시 옴프라케시 메라          | 로니 스크루발라                                                      | 인도                                              |
| 《귀향》                       | 페드로 알모도바르               | 아구스틴 알모도바르                                                  | 스페인                                            |
| 2007 (61회)                    |                                 |                                                                      |                                                   |
| 《타인의 삶》                  | 플로리안 헨켈 폰 도너스마르크   | 크비린 베르크, 막스 비데만                                           | 독일                                              |
| 《잠수종과 나비》              | 줄리언 슈나벨                   | 캐슬린 케네디, 존 킬릭                                               | 프랑스 미국                                       |
| 《연을 쫓는 아이》             | 마르크 포르스터                 | 윌리엄 호버그, 월터 파크스, 리베카 옐덤, E. 베넷 월시, 로리 맥도널드 | 미국                                              |
| 《라 비 앙 로즈》              | 올리비에 다앙                   | 알랭 골드만                                                          | 프랑스 영국 체코                                  |
| 《색, 계》                     | 리안                            | 리안 윌리엄 콩 제임스 셰이머스                                       | 미국 중국 타이완                                  |
| 2008 (62회)                    |                                 |                                                                      |                                                   |
| 《당신을 오랫동안 사랑했어요》 | 필리프 클로델                   | 실베스트르 과리노, 이브 마르미옹                                     | 프랑스                                            |
| 《바더 마인호프》              | 울리 에델                       | 베른트 아이힝거                                                      | 독일                                              |
| 《고모라》                     | 마테오 가로네                   | 도메니코 프로카치                                                    | 이탈리아                                          |
| 《페르세폴리스》               | 마르잔 사트라피, 뱅상 파로노    | 그자비에 리고, 마르크앙투안 로베르                                   | 프랑스 이란                                       |
| 《바시르와 왈츠를》            | 아리 폴만                       | 아리 폴만, 세르주 랄루, 게르하르트 마익스너, 야엘 날리엘리, 로먼 폴  | 이스라엘 독일 프랑스                              |
| 2009 (63회)                    |                                 |                                                                      |                                                   |
| 《예언자》                     | 자크 오디아르                   | 파스칼 코셰퇴, 마르코 체르키, 알렉스 레노, 자크 오디아르             | 프랑스 이탈리아                                   |
| 《브로큰 임브레이스》          | 페드로 알모도바르               | 아구스틴 알모도바르 페드로 알모도바르                                | 스페인                                            |
| 《코코 샤넬》                  | 안 퐁텐                         | 캐럴 스코타, 카롤린 방조, 필리프 카르카손, 안 퐁텐                   | 프랑스                                            |
| 《렛 미 인》                   | 토마스 알프레드손               | 칼 몰린데르, 욘 노르들링, 토마스 알프레드손                          | 스웨덴                                            |
| 《하얀 리본》                  | 미하엘 하네케                   | 슈테판 아른트, 파이트 하우두슈카, 마르가레트 메네고즈, 미하엘 하네케 | 독일                                              |

### 2010년대
| 2010 (64회)                              |                                   | |                        |
| 《밀레니엄 제1부: 여자를 증오한 남자들》 | 닐스 아르덴 오플레우              | 닐스 아르덴 오플레우, 쇠렌 스테르모세                                                                                | 스웨덴                 |
| 《아이 엠 러브》                         | 루카 과다니노                     | 루카 과다니노 틸다 스윈턴                                                                                            | 이탈리아               |
| 《비우티풀》                             | 알레한드로 곤살레스 이냐리투      | 알레한드로 곤살레스 이냐리투, 알폰소 쿠아론, 기예르모 델토로, 페르난도 보바이라, 산드라 에르미다, 존 킬릭, 앤 루어크 | 멕시코                 |
| 《신과 인간》                            | 그자비에 보부아                   | 그자비에 보부아, 파스칼 코셰퇴, 에티엔 코마르                                                                        | 프랑스                 |
| 《엘 시크레토: 비밀의 눈동자》           | 후안 호세 캄파네야                | 후안 호세 캄파네야, 헤라르도 에레로, 마리엘라 베수이에브스키, 바네사 라고네, 악셀 쿠스체바트스키                     | 아르헨티나 스페인      |
| 2011 (65회)                              |                                   | |                        |
| 《내가 사는 피부》                       | 페드로 알모도바르                 | 아구스틴 알모도바르, 페드로 알모도바르                                                                               | 스페인                 |
| 《그을린 사랑》                          | 드니 빌뇌브                       | 뤼크 데리, 킴 매크로, 드니 빌뇌브                                                                                    | 캐나다                 |
| 《피나》                                 | 빔 벤더스                         | 잔피에로 린젤, 빔 벤더스                                                                                             | 독일                   |
| 《현모양처》                             | [[프랑수아 오종]                  | 에리크 알트마이어, 니콜라 알트마이어, 프랑수아 오종                                                                  | 프랑스                 |
| 《씨민과 나데르의 별거》                 | 아스가르 파르하디                 | 아스가르 파르하디 | 이란                   |
| 2012 (66회)                              |                                   | |                        |
| 《Amour》                                | 미하엘 하네케                     | 미하엘 하네케, 마르가레트 메네고즈                                                                                   | 오스트리아             |
| 《헤드헌터》                             | 모르텐 튈둠                       | 모르텐 튈둠, 메리앤 그레이, 아슬레 바튼                                                                              | 노르웨이               |
| 《The Hunt》                             | 토마스 빈터베르                   | 토마스 빈터베르, 시세 그라움 예르겐센, 모르텐 카우프만                                                               | 덴마크                 |
| 《러스트 앤 본》                         | 자크 오디아르                     | 자크 오디아르, 파스칼 코셰퇴                                                                                         | 벨기에 프랑스          |
| 《언터처블》                             | 올리비에 나카체 & 에리크 톨레다노 | 에리크 톨레다노, 올리비에 나카체, 니콜라 뒤발 아다소브스키, 얀 주누, 로랑 자이툰                                     | 프랑스                 |
| 2013 (67회)                              |                                   | |                        |
| 《더 그레이트 뷰티》                     | 파올로 소렌티노                   | 파올로 소렌티노, 니콜라 줄리아노, 프란체스카 치마                                                                    | 이탈리아 프랑스        |
| 《액트 오브 킬링》                       | 조슈아 오펜하이머                 | 조슈아 오펜하이머, 싱네 뷔르게 쇠렌센                                                                                | 노르웨이 덴마크 영국   |
| 《가장 따뜻한 색, 블루》                 | 압델라티프 케시시                 | 압델라티프 케시시, 브라앵 치우아, 뱅상 마라발                                                                        | 프랑스                 |
| 《메트로 마닐라》                        | 숀 엘리스                         | 숀 엘리스, 마틸드 샤르팡티에                                                                                         | 영국                   |
| 《와즈다》                               | 하이파 만수르                     | 하이파 만수르, 게르하르트 마익스너, 로먼 폴                                                                          | 사우디아라비아 독일    |
| 2014 (68회)                              |                                   | |                        |
| 《이다》                                 | 파베우 파블리코프스키             | 에릭 에이브러햄, 피오트르 지에치올, 에바 푸슈친스카                                                                  | 폴란드                 |
| 《리바이어던》                           | 안드레이 즈뱌긴체프               | 알렉산드르 로드냔스키, 세르게이 멜쿠모프                                                                             | 러시아                 |
| 《런치박스》                             | 리테시 바트라                     | 아룬 랑가차리, 아누라그 카시야프, 구니트 몽가                                                                        | 인도                   |
| 《트래쉬》                               | 스티븐 돌드리                     | 팀 베번, 에릭 펠너, 크리스 티키어                                                                                    | 브라질 영국            |
| 《내일을 위한 시간》                     | 다르덴 형제                       | 다르덴 형제, Denis Freyd                                                                                             | 벨기에 프랑스 이탈리아 |
| 2015 (69회)                              |                                   | |                        |
| 《와일드 테일즈: 참을 수 없는 순간》     | 다미안 시프론                     | 다미안 시프론 | 아르헨티나 스페인      |
| 《자객 섭은낭》                          | 허우샤오셴                        | 허우샤오셴 | 타이완 중국 홍콩       |
| 《포스 마쥬어: 화이트 배케이션》         | 루벤 외스틀룬드                   | 루벤 외스틀룬드 | 스웨덴                 |
| 《디브》                                 | 나지 아부 노와르                  | 나지 아부 노와르 | 요르단 영국            |
| 《팀북투》                               | 아브데라만 시사코                 | 아브데라만 시사코 | 프랑스 모리타니        |
| 2016 (70회)                              |                                   | |                        |
| 《사울의 아들》                          | 네메시 라슬로                     | 네메시 라슬로, 시포스 가보르                                                                                         | 헝가리                 |
| 《디판》                                 | 자크 오디아르                     | 자크 오디아르, 파스칼 코셰퇴                                                                                         | 프랑스                 |
| 《줄리에타》                             | 페드로 알모도바르                 | 페드로 알모도바르 | 스페인                 |
| 《무스탕: 랄리의 여름》                  | 드니즈 감제 에르귀벤              | 드니즈 감제 에르귀벤, 샤를 길리베르                                                                                  | 프랑스 터키 독일       |
| 《토니 에드만》                          | 마렌 아데                         | 마렌 아데, 야니네 야코프스키                                                                                         | 독일 오스트리아        |
| 2017 (71회)                              |                                   | |                        |
| 《아가씨》                               | 박찬욱                            | 박찬욱, 임승용 | 대한민국               |
| 《엘르》                                 | 폴 버호벤                         | 사이드 벤 사이드, 미셸 메르크트                                                                                      | 프랑스                 |
| 《그들이 아버지를 죽였다》               | 안젤리나 졸리                     | 안젤리나 졸리, 리티 판, 테드 서랜도스, 마이클 비에이라                                                               | 캄보디아               |
| 《러브리스》                             | 안드레이 즈뱌긴체프               | 알렉산드르 로드냔스키, 세르게이 멜쿠모프, 글레프 페티소프                                                            | 러시아                 |
| 《세일즈맨》                             | 아스가르 파르하디                 | 알렉상드르 말레기, 아스가르 파르하디                                                                                 | 이란                   |
| 2018 (72회)                              |                                   | |                        |
| 《로마》                                 | 알폰소 쿠아론                     | 알폰소 쿠아론, 가브리엘라 로드리게스                                                                                 | 멕시코 미국            |
| 《가버나움》                             | 나딘 라바키                       | 미셸 메르크트, Khaled Mouzanar                                                                                       | 레바논 미국 프랑스     |
| 《콜드 워》                              | 파베우 파블리코프스키             | 파베우 파블리코프스키, 태니아 서개치언, 에바 푸슈친스카                                                              | 폴란드 영국 프랑스     |
| 《도그맨》                               | 마테오 가로네                     | 마테오 가로네, 제러미 토머스, 장 라바디, 파올로 델브로코                                                             | 이탈리아 프랑스        |

## 같이 보기
- 아카데미 국제영화상